# 広瀬千尋
広瀬 千尋（ひろせ ちひろ、1963年1月16日 - ）は、少女時代に第41回文學界新人賞、第76回直木賞受賞作の『子育てごっこ』のモデルとなった人物で、その著者で教育評論家の三好京三の養女である。
実父は作家のきだみのるで、その紀行文に「ミミ」という名前で、きだと一緒に流浪の旅をする少女として描かれている。三好の養子となってからは週刊誌やワイドショーを騒がせる醜聞が何度か取りざたされ、後年は三好を性的虐待で告発し、当時のマスコミや文壇を揺るがす大騒動に発展した。短期間ではあるがタレント活動もした。
本名は佐々木 千尋。

## 来歴

### 生い立ち
きだが68歳の時の、夫も子供もいる女性との間にできた婚外子として群馬県伊勢崎市で生まれ、その母の元で4歳まで幼児期を過ごす。
1967年9月、4歳の時、きだが半ば強引に実母の元から引き離し東南アジアの部落検証のための、タイ王国、ベトナム、ラオス、カンボジアへの旅に帯同させられ、現地の様々な人々と邂逅し知見を広める。きだの伴侶として大使館へ行ったり、ノロドム・シハヌークのパーティーに出席したりと、幼い千尋は見聞、経験を深くした。きだは千尋との海外漂流の旅について「童女は新しい外国の事物に対して、どのような反応を示すか、旅行先の文化は子供に対してどのように対応するか」といった人間観察が目的と記している。
ラオスでは幼稚園に通っていたことがあり、そこで「ミミ」という愛称をつけられ、以来きだは自著の中で「ミミ君」と呼んだ。
ベトナム戦争や内戦で、当時はインドシナ半島は不安定な政治情勢が醸成されていて、きだは「朝、太鼓の音で目を覚ましたと思ったら大砲の音だった」と記録し、千尋は「夜バチバチ花火が上がって、『きれいだな』と思って、翌日になったら『昨日の爆撃は凄かった』と村の人々が言っててびっくりした」と幼いころの記憶をたどっている。
1968年元旦をヴィエンチャンで迎え、その月の15日で5歳となる。
きだとの海外の流浪の旅を、千尋は「東南アジアの熱い太陽と、あの十ヶ月にわたる旅の日々は私の心の宝石箱の中で、今でもキラキラと輝いている」と、大人になってから郷愁を込めて回想している。
1968年3月に帰国、拠点とした八王子市の『新制作座文化センター』の部屋は生ごみが散乱し、ゴミが50センチほどの山になり生野菜、生肉、生魚が腐って散乱し腐汁で凄まじい悪臭が漂い、その中で酒を飲むきだと共に千尋は血の滴る馬肉をほうばるといった野性的な生活をしながら、部落などの視察の旅に「ドブネズミ号」と名付けた車で北海道から本土復帰前の沖縄まで日本中を同行した。
1972年9月、10歳の時、岩手県大船渡市の廃屋に近い農家に、きだと居を構え、この家の家族と共に暮らす。
きだは千尋のことを「友人の娘で僕が預かることになった。しかしその事情をいちいち人に説明するのは面倒なので、僕の孫ですと言うことにしている」と紹介し自著の中では「わが同志」、「童女」と表現した。千尋はきだのことを「おじちゃん」と呼び、自分のことは「ぼく」と表現し、実父がきだであることを12歳になるまで知らされないまま育った。

### 三好京三の養女となる
千尋はそれまで1度も学校教育を受けていない状態の未就学児童で、その理由としてきだは「日教組が嫌いだから」、「俺が定住しないから千尋の住民票が作れないので、小学校に入れられない」ということで独自の教育を施していた。
1974年6月、11歳の時、村の教育委員からきだへ「山の分校に教育熱心な先生がいる。奥さんも教員で2人で赴任している学校だ」と三好を紹介され、三好京三と妻が共に教鞭をとる衣川村（現・奥州市）にあった生徒6人だけの衣川小学校大森分校（現在は廃校）にやって来る。本来なら小学6年生となるべき年齢であったが、それまで学校教育を一切受けていなかったこともあり、三好は1つ下の5年生に編入させて7人目の生徒となった千尋は、分校の宿直室で三好夫妻と共同生活を営む。
| 「 | きだみのるが十一歳になるわが子を学校に入れていないことを知ったときは、ふしぎな思いと同時に傲岸を感じとった。自由人とは、義務教育をも否定するものだったのである。一九七九・師走 三好京三 | 」 |

それまで自由人でもあるきだと放縦な生活を送っていた千尋は、挨拶も知らず、礼儀もしらず、言葉遣いはでたらめ、食べ物は手づかみで食べ、授業は5分で飽きて1人で教室を出てしまうといった恣意的な挙動を取り、「これは教育不能ではないか」と三好を唖然とさせた。
この千尋の奔放さに翻弄された三好は「私はほとんど毎日のように怒鳴らなければならなくなった。この子は驚くほど基本的生活習慣が出来ていなかった。私は殴り、小突き、怒鳴り、千尋は恐怖におびえた。無教養の状態で放任されていた少女を殴って、こらえ性のある子供に近づけた」と厳しい道徳教育を実践し、その怠惰な人間に育てた、きだみのるの放任主義を断罪した。千尋の奇矯で無軌道な行動を「親の真似をして生活してきたら、それが変だと思わないのは当然で、その判断力は親によって色濃く影響されている。そこを教育者である養父は否定する」と、きだとは正反対の徳育を施した。
| 「 | まことに勝手なことだが、娘にとって、きだみのるの教育のあとを鬼教師がひきついだのは、ある意味で理想的ではなかったかと、今は思っている。1973年5月、三好京三 | 」 |

そのうちきだは、「三好君が何かと千尋を殴る。スパルタ教育と称する暴力教師だ。それに俺のことを悪く言っていて、もうあいつには千尋を預けてはおけない」と憤慨し、教育方法をめぐって2人は対立する。
1975年5月、きだが病床に臥す事態となり三好は「親の元へ帰るのが子供としての義務だ」と千尋を
日野市にいた実母のところへ帰し、学校は日野小学校に転校する。
7月25日、八王子で入院していたきだが他界する。終の棲家としていた大船渡の空き家の、きだ親子の面倒を見ていた家主へ宛てた手紙には、「預金は千尋の自立に使って欲しい、見舞いに来るように説得して欲しい」など、最後まで千尋のことを気にかけた文面がしたためられていた。
三好はこの千尋と過ごした10か月ほどの経験を元に、小説『子育てごっこ』を脱稿し、『第41回文學界新人賞』に応募して、10月に受賞が決まる。
日野に返された後も千尋は度々1人で三好夫妻のもとを訪れ、分校の生徒になりたいという願望を打ち明けるようになり、10月には千尋の実母も娘を引き取って欲しいと願い出て、分校の生活になじんでいた千尋も同様の処遇で迎えてくれることを強く希望した。
1976年3月3日、三好夫妻は千尋を正式に養女として入籍させた。「私は結婚後25年にして、あきらめていた子に恵まれ、『お父さん』と呼ばれるようになって、その豊饒な幸福感に深く陶酔した」と、継子として温かく迎えた。
『子育てごっこ』の呪縛
小説『子育てごっこ』については「娘が読みまして『お父さん、私こんなことした?』『やってないな』『ここは?』『それもやらなかった』『じゃぁみんな違うじゃない』『そうだな、やりそうだったんだよ』と答えておきました」と三好が語るように、実録としての体裁は取っているが誇張されてる部分があり、千尋は内容に不満を抱きながらも「仕方がないわ。その代わりモデル料頂戴ね」と返した。娘の利己的なふるまいについて書いたことは三好は当初は「別に悪いとは思っていない。事実だから仕方ない」という態度であったが、後年「モデルを告発し過ぎた」と言うように、小説は千尋は野生児としての奇矯な描写が際立った仕上がりとなった。
| 「 | 本になって初めて私は読み、その内容に唖然とした。作品の中で、私を狼少女のごとく書いていたのだった。子供のいない夫婦の、「子育てごっこ」趣味を満足させるために、一度は「父親」の役を演じたかったがために私を引き取ったのだろうか。－広瀬千尋、自伝『過去へのレクイエム』より | 」 |

1976年4月、奥州市立前沢中学校に入学。
『子育てごっこ』は1976年下半期の『直木賞』受賞が決まり、1977年2月8日、千尋は14歳中学1年生の時、都内で開かれた第76回直木賞受賞式に三好夫妻と共にセーラー服姿で出席する。開高健は千尋のことを「アンファン・テリブル」と呼んだ。
1979年4月、岩手県立一関第一高等学校に入学。
『子育てごっこ』が映画化されることが決定、監督の今井正は「千尋ちゃんに観てもらうことを頭において撮った」と言い、三好は「日本の巨匠と言われる方が、お前に観たせたいと思う映画を作ってくださったなんて大変なことだよ」と喜んだ。しかし映画化によって学校内でも好奇の目で見られ、「子育てごっこの千尋さん」と呼ばれ、先生からも「子育て千尋」と綽名をつけられ、肩身の狭くなる扱いに戸惑った。
教育について講演活動も始めた三好だが「娘は父親が講演で何をしゃべってくるのか気になる。自分の過去が、また暴露されるのではないかと警戒する。自分の旧悪が描かれた映画を千尋は恐くて観ることができず、マスコミが取材に来ても『あれが子育てごっこのモデルか』と思われるのが嫌で隠れるようにしていた。来客も千尋に会いたがる人が多い」と当時の状況を語った。
シンガーソングライターになりたいという強い希望があり、フルートとピアノの練習に明け暮れ、ロックやクラシック音楽にのめり込み、三好に懇願して180万円もするシンセサイザーを購入してもらう。
その頃でも三好の厳しい躾は変わらず、「よくあれだけ私を怒ってきた。私がすることは何もかも気に入らないというぐらい。ロックバンドに入るなら学校を辞めろ。恋愛するなら家を出て行け。ボーイフレンドと長電話したという理由だけで往復ビンタをされた」と千尋は当時を振り返り、三好は「自信を持ち理性的なつもりで殴った。怒りもあったが明瞭に教育の意思で行動している。このように無礼に育てたのはどいつだ。たいていの場合親である。これまで放置されてきた野放図さは荒療治でしか治らない」と自身の権柄ずくの行動を正当化した。クラブ活動もバスケットボール部に入るが、帰宅が遅くなり勉強がおろそかになるなどの理由で、辞めさせられるなど三好に干渉された。
相次ぐスキャンダル報道
1982年、19歳の時、大学受験に失敗し上京して都内の予備校に通い浪人生活を送り、翌1983年、1浪して20歳で東京女子大学文理学部に合格する。三好から都内一等地に3千万円のマンションの1室を買い与えられ、仕送りも月12万円で管理費や電話代も負担してもらいながら大学生活を始める。
1984年、写真週刊誌の『ズームイン』（ミリオン出版）9月号に、六本木のディスコに頻繁に出入りし、そこにたむろする黒人たちのグルーピーになっていると報道された。雑誌の編集長によると、六本木界隈で外国人と派手に遊び興じている女性たちの間に「私は作家の娘よ」と吹聴している女性がいて、それが直木賞作家の三好京三の娘で『子育てごっこ』のモデルの千尋ということが判明し、記事にしたという次第だった。
1985年、今度は同誌8月号に渋谷でホテトル嬢となってアルバイトをしているとの記事が掲載された。報道によると渋谷にある喫茶店で深夜、男と待ち合わせて一緒にホテルに入室、1時間後に出てきたというもので客と思しき男性は千尋に2万5千円を支払っていたということが確認された。これは黒人の恋人をアメリカに追っていくための資金作りのためで、回数にして10回程ホテトルでの仕事をしていたと本人は認めた。
多くの執筆と講演依頼のある教育評論家が自分の娘の教育には失敗したという、この2つの醜聞はマスコミの好餌となり、各メディアで派手に報じられた。今度の記事は三好を震撼とさせ、「娘は当たり前の家庭に育った子とは違うということは重々承知はしていたが、これほどだとは思わなかった」と悄然とさせ、講演もことごとく断り筆を折ることまで考えるなど苦境に立たされた。
そして週刊誌の求めに応じて手記を寄せ「甘い、いい加減である、何よりも倫理観がない、恥を知らぬ」と憤怒に満ちた文章で娘を批判、性格についても「お前は頻繁に嘘をつく。嘘による保身という悲しい習癖を身に着けた。そして向こう見ずで抑制が効かない。しゃべったことはすぐ忘れ衝動に従って行動する。ゆっくりと反省することもなく次の衝動に従う。それが自らを転落させることに気づいても衝動を抑えられない」と慨嘆した。さらに「今、お前は事の重大さに驚き、おののいているに違いない。事件を恥じ、怠惰、無節操を恥じ、社会に、お前によって迷惑を被った人たち、心を痛めた人たちに深く謝罪せねばならぬ。お前はもう許されないと思っているが私たちは親子だ。今までそうであったように、これからもそうである。気持ちが落ち着いてからで構わないから連絡が欲しい。待っている」と雑誌を通じて事件以来、音信不通となった娘に呼び掛けた。三好の周辺からは「養子にすべきではなかった。縁組は解消すべきだ」との声も上がった。
千尋はほとんど大学へは通ってはおらず2年続けて留年、単位も取得しないで1学年を3度も続けているというありさまであったが、謝罪の電話と手紙を三好に寄せた後、家に帰り直接詫びを入れることで一応の決着を見、三好の方でも厳しく説諭することはなく温情的に済ませたが、著作では今度の不祥事は、「やはり放浪作家の子だから」と、実父きだに遠因があることも示唆した。千尋は女優として再起を図るべく更生して出直す決意を見せた。
東京女子大学の先輩でもある瀬戸内寂聴を編集者の人づてに紹介してもらい、「瀬戸内先生に教えを請いたい」と京都の『寂庵』に20日間ほど身を寄せる。瀬戸内は「料理は上手だし、とても素直で明るくて、みんなに好かれてとってもいい子」という最上級の評価をした。
1986年4月、大学を中退する。

### 花柳幻舟との出会い
1985年9月、22歳の千尋を保護していた雑誌の編集者から、次から次と巷間を騒がせる報道が出る本人をなんとか矯正してくれないかと請われ、「反体制舞踏家」と言われた花柳幻舟の預かりとなった。千尋は「一期一会という言葉を感じ、この人について行ってみたい」との意志を見せ、そこで「広瀬千尋」という芸名をもらって、花柳の下で芸能人としての活動をすることになった。
花柳との巡り合いは千尋を開眼させ、「はっきりした主張を持ち、妥協したり、甘えたりすることなく精いっぱい生きている彼女のストレートな生き方に私は感動した。幻舟さんは人間にとって一番大切なことを私に思い出させてくださった」と、その心境に大きな変化をもたらした。
1986年1月、幻舟事務所での仕事として『女性自身』に3回に渡って手記を連載、生い立ちから現在の無軌道な生活、その悔恨などを綴った。
しかし花柳を「生活態度はでたらめ、平気で嘘をつく、約束は破る、挨拶一つまともにできない。どうしてこんな人間になってしまったのか?」とひどく困惑させ、雑誌で2人で対談した企画では冒頭から千尋に薫陶するも、自戒の態度は見せなかった。そんな千尋に花柳は「毎日説教しなきゃいけない。突如、失踪して仕事に穴をあける。千尋のことで胃痙攣を6回も起こした。いいお仕事が入っても心配でお断りしたこともあった」と憂い、このような状況で花柳は「千尋は人間としての責任感というものが完璧に欠如している。1つの仕事をこなすのに多くの人の力を借りているというのに、ありがたみも謙虚さも責任感もない。叱ったりすると泪を流して謝るが、3、4時間後にはまた同じことで裏切る。私はもうギブアップしそうになった。大学まで行ってるというのに、なぜ知性がないのか、教養がないのか。あまりにもひどすぎる」と厳しい判断を下した。
三好京三を淫行で告発
そして今まで教育評論家と言われた三好から、いったい何を教わって来たのかと問い詰めると、千尋は中学2年の夏ごろから中学3年の夏まで約1年間、三好から性的虐待を受けていたことを告白した。驚いた花柳は「教育者として子供たちを導かなければならない立場の人が、そんなこと許されない。立派なこと言って文士気取りでやってるのは偽善以外の何物でもない」と憤り、「この問題を組み立ててみると千尋の奇行、荒れ果てた生活、浮ついた生き方の謎が解ける」と、鬱屈した性格の遠因は三好による性的虐待に端を発してるのではと推測し、三好の妻も含め親子3人角突き合わせて対話をするように説得を試みる。
花柳は「この後ろめたい行為があったから、親として、教育者として正面切って三好は指導しなかったのだ」と得心がいき、千尋に対しては「これが噓だったらただじゃすまさない。私は、そんじょそこらの文化人と違う。冗談だったら指詰めさせるよ」と厳しく話に偽りはないことを問い質し、さっそく三好に電話を入れ、千尋がこういうことを言っているがそれは本当かと糾問した。
花柳から詰問された三好は言下に否定、「あの子はすぐに嘘をつく」と、千尋の言動を鵜呑みにしないよう口添えしたが、「嘘だとしたら、こんな大噓つきの娘に対して、教育者としての責任はどうとるのか?千尋のために被害を受けてるんですよ、私は!」と、とにかく親子胸襟を開いて話し合うことが重要と厳しく言い渡した。
2月になって、千尋と連絡を取った三好は「幻舟さんに言った淫行のことは取り消してもらう。そんな事実はありもしないのだから」と翻意を迫り、意を決して親子の縁を解消することを告げた。離縁については、今回の事件がきっかけで提示されたわけではなく2年も前から話が進められており、それは「お金のことや何やかやで、お前は親に尻拭いさせすぎる。籍を抜くのはお前の自立を願ってのことだ。お前を貰ってちょうど10年で区切りもいい」と長いこと思案して出した結論でもあった。その際、「籍を抜いた後でも気持ちの上では親子だ。お前の部屋は残しておいて、いつでも帰れるようにしておく。10年間の親子の愛が消えるということはないのだから」と気遣うことも忘れなかった。
2月12日、三好は上京して留守だった千尋のマンションを訪れて離縁届を置いて行った。
しかし再度、花柳からは三好の元へ淫行の件は何らかの手段で告発すると連絡があり、事態の切迫を感じた三好だが千尋とは連絡が絶たれてしまい、やむをえず千尋の友人に片っ端に電話を入れ「娘がどうして、ありもしない淫行のことを言い出したのか?本人に取り消すように伝えて下さい」と伝言、奔走した。だが、これが裏目に出て口止め工作をしたと千尋側に攻撃する材料を与え、身の保全を図った父に対して、千尋は大きな不信を感じてしまう。
三好の信州の講演の滞在先に千尋の方から連絡があり、2人は電話を通じて対峙するが、千尋は特に友人にまで電話を掛けて猥褻行為を否定した父に不快感を表明し、その不満をぶつける形になった。これは完全に親子の私的な会話であったが、この内容が千尋側によって一方的にテープレコーダーに録音され後になって花柳から「性的虐待を認めた証拠のテープ」として提起されることになる。
この録音は花柳側の周到に練られた策で、当初は千尋の言動を信じなかった花柳が、淫行の証拠をつかむための手段として、電話で千尋と三好が1対1で対話する機会を作って言質を取るためのものであった。この録られた内容を聞いた花柳は、千尋の言動は信用するに足るものとして不誠実な態度の三好を糾弾する決意を固めた。そして「もし勇気があるなら、私が告発するから、そうだってうなずくだけでいいからやってみないか?」と、この一件を世に問うてみようと千尋を懐柔した。自分の暗い過去を世間にさらすことに躊躇していた千尋だが、5日間考えあぐねたのちに、勇を鼓して「徹底的におやじと対決します。だれが何と言ってもやります。三好京三と10年間の決着をつけたい」と決意の弁を述べ、マスコミ注視の中で問題提起することに同意した。花柳は「1人の人間を性格破綻者的になるまで追いやって、娘の痛みを知ろうともしない三好京三とは一体、どんな生き物なのか?決して許さない」と敢然と宣言し、千尋も追随する形となった。
記者会見で三好京三を弾劾
3月4日、木馬亭で、花柳と弁護士が立ち合いで記者会見を行った。報道陣の質問は三好から受けた性行為の具体的内容に集中したが、「とても口で言えることではありません」という千尋の言葉を引き取って花柳は「最後の一線は超えなかったが、セックスの前戯的行為」があったと代弁し、「千尋の人間的欠陥は、この忌まわしい出来事に起因しているのではないか?三好さんは千尋にきちんと詫びるべき」と言明した。弁護士も「千尋さんを一人前の人間にするためには、どうしても避けて通れぬ道だった。話に嘘はないですね。猥褻行為を立証できる証拠もあります」と主張し、『子育てごっこ』についても「千尋にとっては非常に屈辱的だったようです。悪いことは実父のきだみのるのせいにして、よくなった部分は自分の教育の結果だとしている」と小説の内容にも矛先を向けた。この騒動はテレビのワイドショーでも放映され公然となったが、このあと三好は表には出ず意思表示をすることもなかった。
千尋は「とうとう私の中の火山みたいなものが爆発してしまったということです。ただ体裁のいい三好家のストーリーを作るためだけに私がそこにいたんだとしたら悲しい」とマスコミに心情を吐露し「幻舟先生を見てて、本当にこんなストレートな生き方が出来たら素晴らしいなと思ったんです」と花柳への憧れものぞかせた。そして夕刊紙に手記を寄せたが、それは完全に親子関係の決別の辞であり怒りの告発となった。そこには
と、父への憎悪がむき出しとなった文章が連ねられた。
三好側も弁護士を立て双方の弁護人同士の交渉となり、その際千尋は養子縁組の解消にあたって、住んでいるマンションの1室を明け渡すことを要求し、慰謝料の方は請求しない方向で話し合いが進められた。
花柳は「この件は最初、公にする気はなかったんです。三好夫婦と千尋と3人で対決して、教育者、直木賞作家という仮面を剥いで本当に悪かったと謝ってくれれば済んだのです」と、証拠があるにもかかわらず非を認めない三好側の不実さに責任があるとした。

### 文壇に広がる波紋
三好京三に同情する地元の声
岩手の三好の地元にまでテレビ局や雑誌社が取材のために訪れ騒動は拡散したが、同地の人たちは千尋の背信行為には戸惑いを覚え同調する声はあまりなく、千尋を直に知る者は「虚言癖がありなんでも大げさにいう子」と、作為に過ぎないという声が多く聞かれた。三好に近い人も「花柳幻舟さんが後ろ盾になってるということで売名でのためではないか?」と、郷土作家として同地で尊敬される三好を庇う声が多かった。三好の妻も「淫行は私の留守中に行われたということですが、私はほとんど家を空けたことがないんです。一度も主人は千尋に手を出してはいません。親娘で、やった、やらないと争うなんて悲しいですね。残念です」と全面的に夫を擁護した。
作家たちの所見
直木賞作家に突如、降りかかったスキャンダルはテレビのワイドショーでも反響を呼び、知識人、作家たちも事件についての憶測を出すなど様々な人を巻き込む事態となった。
- 「100パーセント信じることはできない。父親の愛情表現を誤解したとも考えられる。ひやかしで娘の体に触り、娘は思春期の潔癖感から大袈裟に受け止める。実の親子でもよくあること[73]」－小中陽太郎・小説家
- 「そういう問題があったんなら、その頃に言えばよかったのに。言うことが大げさすぎる。ずるいよね、やることが。本当に三好さんに同情します[53]」－中山あい子・小説家
- 「千尋さんは教育評論家という社会的存在としての三好京三を抹殺したい意思がある。実父、きだみのるさんの生き方は否定された。その復讐心みたいなものが、こういう形で起こったんじゃないか[53]」－長部日出雄・小説家
- 「三好さんは何か言えば弁解になるだけでしょう。弁解すればするほど千尋さんとの関係の傷が大きくなるだけ。黙ってるのが一番いい。誤解があっても何もしないでいれば自然と解ける[53]」－なだいなだ・作家
- 「子供のことを題材にした、そのツケが廻ってきたら甘受するしかない。彼女の言ってることは、おそらくそんなことはなかっただろうと思います。三好さんはこの経験をお書きになればいい。きだみのるの娘を預かって、またこんなことがあったと書いちゃえばいい[53]」－佐木隆三・作家
- 「三好さんが何らかの言葉を吐くことによって、彼女の全てが奪われてしまうかもしれん。彼女に言いたい放題言わせといた方が、彼女がある目的を達することになるなら、それはそれで三好さんの愛情ちゃうかな[53]」－藤本義一 (作家)
- 「私が何とかすると言ったら、三好さんは『結構です。私が3か月ぐらい沈黙を守って、それで過ぎてしまうかを待ちます』と言うほど大人です。その責任を今、沈黙という形で実践してるんじゃないですか?そんな三好さんをスケールがでかいなと思った。事実の有無にかかわらず、一番言ってはいけないことを千尋さんは言ったんだから三好さん親娘がやり直すのは不可能でしょうね[53]」－笹沢左保・小説家
- 「三好さんが作家であれば、このことについて作品を書いて答えるしかない。本当であったというふうな作品を書いてもいいと思うんですよ[53]」－佐藤愛子 (作家)
- 「作品にしなかった方が良かったんでしょうがね。あれだけ書いたのは、ちょっとやり過ぎじゃないか。彼女が大人になってから昔話として書くならともかく、成長の過程のあるうちはどうか?娘が最初に事件を起こした頃は『そら見たことか』という感じがありました。が、ここまでくると、やっぱり彼に同情しちゃいます。あそこまでのことはしなかったと思います[53]」－桐島洋子・随筆家
- 「作家だったら、こんな騒動が起こっても別に動ずることはないでしょう。小説でそれを証明すればいいじゃないですか。教育者としては困るでしょうけど。ミミちゃんは、まだ若いしあんないい子がこんなことでダメにならないで幸せになって欲しい。ホテトル嬢騒ぎの時から残念で、不用意と言われても仕方ないでしょうね。こんなことだったら、うちに置いといてもよかったんです。ここにずっといたいとも言ってたんですけど[53]」－瀬戸内寂聴・小説家
- 「三好さん、何かやったんだろうと勘繰る人も多いけど僕は潔白を信じてます。やったとしても娘可愛さの軽く撫でたぐらいの行為で、決して性的な感じはなかったと思うよ[53]」－胡桃沢耕史・作家
- 「小説家は特別な存在とは思わない。教育評論家だって内実などんな無茶苦茶なことやって、言ってることと実際の行為がかけ離れてたっていい[53]」－野坂昭如・小説家

花柳幻舟とともに実家を急襲
娘の反乱に沈黙を貫いてきた三好だが、その逼塞していた岩手の実家へ5月29日、業を煮やした千尋、花柳は写真週刊誌のカメラマンを帯同し実力行使に出るという手段に訴える。まず千尋は施錠されていた家のガラス戸を蹴って割って話し合いに応じることを要求し、これに三好の妻が対応した。そこで花柳が淫行の証拠という、テープに収めた音声を再生し、三好が話に応じなければこれをマスコミに公表すると折衝し始めた。その間に家の中で三好は千尋と差しで向かい合う瞬間があり、「マスコミ、幻舟抜きで来なさい」と声をかけた。その時千尋はガラスを蹴破った時に足に怪我をして出血していた。花柳は自分とマスコミの同席での話し合いを要求したが、三好の方は千尋1人でなければ応じないと突っぱね、それに対し千尋は「幻舟さんと一緒でなければ会いません。そうでないと私が丸め込まれてしまう」と話は平行線となり物別れとなった。病院で足の怪我を縫うため千尋たちは、いったん引き上げたが翌30日、再びやって来た時には外からメガホンで「話し合いをしましょう。5分間だけ待ちます。これ以上卑怯者にならないで出てきなさい」と呼びかけ、花柳も「ご町内の皆様、大変お騒がわせいたしておりますが、これは個人的な親子の問題ではありません」と三好に直談判を迫った。結局三好は応ぜず、最後に千尋はサンダルを投げつけ、もう一度ガラスを割って帰っていった。
この娘の反逆は「直木賞作家の一大スキャンダル」として再び世間を騒がせ、三好は「千尋は私が10年間育てた子供であった。それが全てである。弁明の余地はない。私の小説、エッセイの読者、講演を聴いて下さった方々にはお詫びの言葉もない。話題そのものが万死に値する汚辱である。生きているのがつらくなった」と瓦解した親子関係に呻吟した。
6月6日、淫行の証拠としての提出された音声テープが公開され、千尋側の弁護士は「テープの内容を聞く限り証拠として使えます。一般の人が聞けば三好氏が猥褻行為を認めていると判断できます」と断言したが、三好は「期待している人があれば聞いて拍子抜けするのではないか。何の証拠にもなりはしない」と語った通り、一部マスコミからも淫行の有無は確認できないと評価された。
1986年6月、千尋は自叙伝『過去へのレクイエム』（オーク出版）を上梓し、本の帯には「三好京三の娘が赤裸々に語る!!いまわしき過去への訣別の書!!」との宣伝文句が載った。花柳も、世間の耳目を集めた一連の騒ぎを1冊の本にまとめ、『文化人エンマ帖 オッサン何するねん!』（データハウス）という書名で出版されたこの本の表紙には、日本刀を持った花柳が三好の顔写真に切りつけるという構成で、こちらの帯は「三好京三に告ぐ!養女淫行事件を聞くに及んで、怒り心頭に発した、あの"刃傷事件"のヒロイン=花柳幻舟が三好のオッサンを叩きのめす」という文言となった。しかし著書の中では、花柳は諸手を挙げて千尋を後押ししたのではなく、今まで三好の庇護のもとで贅沢な暮らしもし、遊び惚け父を利用もした、そこは自己批判しなければならないと訓戒もした 。
| 「 | 私は千尋を個人的には応援しておりません。マスコミは私のことを千尋の「後見人」と書きますが、後見人になった覚えもありません。同情もしておりません。きついようですが、千尋を全面的には認めておりません。ただ今回、千尋が「三好京三を自分の手で切ります」と言ったときに、自分自身、生きることに責任をとろうとしているな、と直感したんです。それは、すなわち教育者、教育評論家として生きてきた三好京三に向かって、千尋は責任をとらそうとしているということです。私は言いました。「もし君を見放していたら、きっと何年か後に、あのとき手を貸してやればよかったと後悔したやろう」それで手伝ったんです。－花柳幻舟 | 」 |

その後の芸能活動
『ペントハウス (雑誌)』（講談社、1986年5月号）で加納典明の撮影でヌードとなる。この企画は2月に進められ、千尋は三好に電話で「今度、雑誌で裸で出る」と報告していたが、その話は三好夫妻にとって衝撃で、教育評論家の肩書も持ち週に2、3回も教育関連の講演もしている父を困惑させた。三好は、なんとかヌードになることは止めさせようと奔走したが幻舟事務所に千尋の身柄を預けていた手前、対処のしようがなかった。
かねてから物書きになりたいとの希望があった千尋は作品を発表、それは自らの境遇及び六本木での黒人との交際の経験を題材とした自伝的小説で、女性週刊誌の『微笑』（祥伝社）の1986年5月17日号に「溶・け・て・しまう」というタイトルで掲載された。しかし担当者は「小説を書きたいというので書かせたら、まるでダメ、表現力が足りず文章にすると、どうしようもない。ゴーストライターを使わなければなりませんでした」と言い、マスコミにも「きだみのるを父に持つが才能は遺伝しなかった」と酷評された。
雑誌『平凡パンチ』（マガジンハウス、1986年5月5、12日号）で写真家の荒木経惟の撮影でヌードとなり、ベッドで黒人男性と裸で横になっている写真などを撮らせた。
1986年7月、単独のヌード写真集（二見書房〈マドンナメイト写真集〉）を出す。そこには「すべてを焼き尽くしてしまいたい。いまわしき過去も」といった事件を匂わせた文言が載った。
花柳の元で順調に活動しているはずだったが、そのさ中にまた写真週刊誌『FRIDAY (雑誌)』（講談社）に、横田基地内に出没したり、マンションの部屋には黒人の新しい恋人を招じ入れるなどの相変わらずの荒れた生活をしていることなどが報じられた。これには花柳も呆れ「三好は教育評論家で文筆家で、千尋には養父として育てられた恩があり、そういう人を告発することは大きな権力に立ち向かうということなので、自身の身辺をきれいにしていなくてはならない。でなければ、いくら告発しても世間には信じてもらえない。これをきっかけに生活を改善していると信じていたのに」と嘆いた。
8月には、幻舟事務所から独立し活動を始め、「親を告発した人間だということを忘れずに、人間としての誇りを持って生きて欲しい」と花柳は惜別の言葉を贈った。三好を淫行で指弾したことについては具体的な進展もなく、もう仕送りも受けておらず関係は分断したままだった。
『週刊大衆』（双葉社）に「あぶないあぶなーい突撃ルポ 千尋がイク!」を10月から翌1987年1月まで連載、アダルトビデオ、ファッションヘルス、テレフォンセックス、性感マッサージ、ソープランドなどの様々な性風俗産業の現場に足を運び、そこに従事する人たちに話を聞いて、現場写真と共に報告記事を書いたが、三好は「えげつない連載など読みたくもない」と嫌悪感をあらわにした。
1988年7月には都内でOLをしていて、この時点で三好との齟齬は解消していないと報道された。
一連の事態は何らかの解決の糸口がつかめた訳でなく、双方弁護士を立てて書面を1度かわしただけで進展はなく自然消滅の形となった。千尋と花柳は1989年頃までは電話や手紙などでやりとりを続けていたが、その後の連絡は途絶えておりマスコミの前に現れることもなく、三好はまた元の作家と講演活動の生活に戻った。
1991年、28歳の時、養子縁組を正式に解消、三好から自立資金とマンションの部屋を譲り受ける。

### 三好京三と和解
『子育てごっこ』の終焉
1993年1月に三好は『子育てごっこ』の続編として『和解旅行』（『三田文学』1993年、冬季号）を発表した。新作の執筆依頼があった時に29歳になった千尋との和解が成立していたので、この作品は『子育てごっこ』の最終章として発表されることになり、小説としての体裁は取ってあるものの、ほぼ事実に則しての文面となった。その中には、
今後、ばかばかしい傷つけあいは誓ってなしにすること、千尋をモデルにエッセイを書かず講演の材料にもしないこと、自立資金を受けマンションの部屋を明け渡すこと
などを条件に親子関係は解消したことなどが明らかにされた。また、この小説の中で長い間の親子の相克が終焉した表現ともとれる文章として
吏華（千尋のこと）が珍しくきちんと膝を添え、両手をついて「お母さん、ごめんなさい。あの時は変な人に脅されて、嘘をつきました」と、おぞましい事件について詫びて
と長年の断絶が氷解した瞬間が描出されているが、それが小説としての創作か実録としての記述なのかは不明である。
三好は「かつて分校の異分子として書いた少女を、自由なコスモポリタンとして評価して書いた。これで『子育てごっこ』のテーマは完結しました。もう取り上げることはないでしょう」と今後、千尋を題材にはしないことを示唆した。
結婚して海外生活
1995年、ロンドンの大学に入り、大学で講師を務めるイギリス人と32歳にして結婚、現地の銀行に就職した。三好は「彼女は変わった。柔和になり、やさしくなり、働き者になり、親思いになり何とも別人のごとくだ」と千尋の人間的成長を祝福した。
2000年9月、三好は書籍に寄せたエッセイで「娘はヨーロッパでイギリス人と結婚し、毎週幸せいっぱいの電話をくれる」と記し、養父と娘の反目は完全に解消したことを報告した。夫とともに一時帰国した時も、千尋は74歳になった三好の健康を案じ、その対策として「お酒は週2回まで、脂っこいものは控える、塩分は取り過ぎないこと」などと書かれた張り紙を、「いつもお父さん、お母さんの傍にいられるように」との願いから、夫と2人で納まった写真と共に部屋中に貼っていった。
2007年3月25日に脳梗塞で倒れた三好の看病にイギリスから駆け付けた。三好はそのまま意識が戻らないまま5月11日に他界し、44歳になった千尋は夫と共に葬儀に参列し祭壇の前で号泣、その時、かつての騒動を知る報道関係者が取材を試みたが固辞した。

## 出版
千尋が登場する主な書籍
- ニッポン気違い列島（役名 ミミ、著者 きだみのる、平凡社、1973年11月20日）
- 新放浪講座（役名 ミミ、著者 きだみのる、日本交通公社 (公益財団法人)、1975年）
- 東南アジア周遊紀行（役名 ミミ、著者 きだみのる、潮出版社、1979年12月15日）
- 子育てごっこ（役名 星沢吏華、著者 三好京三、第41回文學界新人賞受賞、第76回直木賞受賞、文藝春秋、1976年11月）
- 申し子（『子育てごっこ』の続編）
- 親もどき〈小説・きだみのる〉（役名 佐々木裕美、著者 三好京三、掲載誌『別冊文藝春秋』1976年9月号）
- 子供にする三分間説教（著者 三好京三、主婦と生活社〈21世紀ブックス〉、1979年）
- 私の教育論（役名 裕美、著者 三好京三、日本書籍出版協会、1980年1月25日）
- わが教育愛（著者 三好京三、日本書籍出版協会、1981年1月10日）
- 娘はばたけ（『子育てごっこ』の続編、役名 檀美佐、著者 三好京三、文藝春秋〈文春文庫〉、1981年2月）
- 三好京三の娘と私（三好京三との共著、講談社、1982年11月17日）
- 五重マルの子育てのすすめ わが子をダメにしないために（著者 三好京三、交通タイムス社、1984年8月20日）
- 子ども叱るな 来た道じゃ（著者 三好京三、ミリオン書房、1985年2月）
- 文化人エンマ帖 オッサン何するねん!（著者 花柳幻舟、データハウス、1986年5月25日）
- 分校ものがたり 山の子どもたちと14年（役名 深田千鶴、著者 三好京三、本の森、2001年7月1日）
- なにがなんでも作家になりたい!（役名 深沢千鶴、著者 三好京三、洋々社、2003年9月25日）
- 永遠の自由人 生きている きだみのる（役名 ミミ、著者 北実三郎、未知谷、2006年3月27日）
- 漂流怪人・きだみのる（役名 ミミ、著者 嵐山光三郎、きだみのると千尋のイラストが多数掲載、小学館、2016年2月21日）

千尋を取り上げた主なエッセイ
- たまには子供を殴れ 三好京三VS無着成恭（掲載誌『文藝春秋』1977年4月号）
- 教育は稗飯のついた沢庵の味（役名 裕美、著者 三好京三、掲載誌『中央公論』1977年5月号）
- 千尋（12歳）へ（著者 三好京三、掲載誌『二十一世紀への手紙』ヤクルト本社、1979年12月20日）
- "子育てごっこ"以後のとまどい（著者 三好京三、掲載誌『婦人公論』1980年5月号）
- しかって初めて親子の実感（『朝日新聞』1981年1月4日、朝刊）
- わが家の体験的教育論（著者 三好京三、掲載誌『婦人倶楽部』1984年2月号）
- 和解旅行（役名 吏華、著者 三好京三、掲載誌『三田文学』1993年冬季号）
- 当時9歳だったミミちゃんは（『朝日新聞』1996年11月9日、朝刊）

対談企画
- 「『君が代』は国家ですか」（対 三好京三『潮』潮出版社、1977年8月号、190-195頁）
- 「医者だけが人生じゃない」（対 三好京三、夫人・京子『潮』潮出版社、1979年6月号、152-161頁）
- 「親子対談」（対 三好京三『週刊宝石』光文社、1983年7月29日号、203-205頁）
- 「『子育てごっこ』からの青春」（対 瀬戸内寂聴『婦人公論』中央公論新社、1985年臨時増刊、223-232頁）
- 「『子育てごっこ』から脱皮して」（対 花柳幻舟『婦人公論』中央公論新社、1986年3月号、276-282頁）
- 「『父へ。これが私のすべてです』ヌードしながら告白します」（対 花柳幻舟『ペントハウス』講談社、1986年5月号、109-120頁）
- 「美女むきだしインタビュー」（対 オスマン・サンコン『週刊ポスト』小学館、1986年4月25日号、192-195頁）
- 「淫行体験」（対 荒木経惟『平凡パンチ』マガジンハウス、1986年5月5、12日号、12-19頁）
- 「穂積由香里と佐々木千尋が激論!」（対 穂積由香里『週刊宝石』光文社、1987年9月11日号、213-216頁）

## 広瀬千尋を題材とした映像作品
映画
- 子育てごっこ（配給：独立映画センター、1979年1月20日公開） - 演：牛原千恵（役名は「星沢吏華」）

テレビドラマ
- 新・子育てごっこ（ライオン奥様劇場、1981年6月1日-7月17日、フジテレビジョン） - 演：牧口昌代（役名は「檀美佐」）
  - 原作は『娘はばたけ』。